# Milenio-Kartell
Das Milenio-Kartell (spanisch Cártel del Milenio), auch bekannt als Los Valencia, ehemalig Cártel de los Aguacates, war ein mexikanisches Drogenkartell im westlichen Zentralmexiko, dessen Wurzeln bis in die späten 1970er Jahre zurück reichen.

## Geschichte
Die Familie Valencia, eine Avocadobauernfamilie aus Tamaulipas, begann in den späten 1970er Jahren Cannabis und Schlafmohn zu züchten und an größere Kartelle zu verkaufen. Bis Anfang der 90er Jahre haben die Valencias in den Nachbargemeinden Michoacán und Jalisco Drogen für andere Kartelle angebaut und später mit ihren Beziehungen zu kolumbianischen Drogenhändlern wie Fabio Ochoa Vásquez vom Medellín-Kartell und dem Zusammenschluss mit anderen Partnern, im Rahmen des Milenio-Kartells selbständig operiert. Zu dieser Zeit erweiterten sie ihr Einflussgebiet bis nach Colima und Nayarit.
Im Oktober 1999, während der Operation "Milenio", die gemeinsam von den Regierungen von Mexiko, USA und Kolumbien durchgeführt wurde, wurde die Arbeit des Kartells mit kolumbianischen Drogenbaronen wie Fabio Ochoa offenbart. Seit dieser Zeit galt das Kartell als eine der gewalttätigsten und mächtigsten Organisationen in Mexiko, die für die Einführung eines Drittels des in den USA konsumierten Kokains verantwortlich war.
Anfang der 2000er Jahre herrschten zwischen dem Milenio-Kartell unter der Führung von José Armando „Juanito“ Valencia Cornelio, auch bekannt als „El Maradona“, Konflikte mit der Familie Michoacán unter der Führung von Carlos Rosales „El Tísico“ Mendoza und dessen Partner Osiel Cárdenas Guillén vom Golf-Kartell. Nach dem Tod von Ramón Arellano Félix und der Inhaftierung von Benjamín „El Min“ Arellano Félix Anfang des Jahres 2002 und der Verhaftung von Osiel Cárdenas Guillén im März 2003, versuchte das Kartell seinen Einflussbereich nach Tijuana und Nuevo León zu erweitern. Seit 2003 arbeiteten sie auch mit synthetischen Drogen, die von dem chinesisch-mexikanischen Geschäftsmann Zhenli Ye Gon aus China zur Verfügung gestellt wurden.
Im August 2003 wurde der seit 1999 gesuchte Anführer „Juanito“ Valencia Cornelio und die mutmaßliche Nummer zwei des Kartells, Eloy Treviño Gracia, zusammen mit weiteren Kartell-Mitgliedern in Tlajomulco de Zúñiga (Jalisco) von der mexikanischen Armee verhaftet. Zu dieser Zeit war das Kartell überwiegend in den Staaten Michoacán, Jalisco, Colima und Tamaulipas aktiv. Um ihre Struktur zu schützen, wurde das Milenio-Kartell durch den neuen Anführer Óscar Orlando „El Lobo“ Nava Valencia, unter der Aufsicht von Ignacio Coronel Villarreal, einige Zeit später mit dem Sonora-Kartell und dem Colima-Kartell zu einem Zweig des Sinaloa-Kartells.
Im Oktober 2009 wurde „El Lobo“ Nava Valencia nach einer Schießerei mit Truppen der mexikanischen Armee in der Gemeinde Tlajomulco de Zúñiga gefangen genommen. Sein Bruder Juan Carlos „El Tigre“ Nava Valencia übernahm die neue Führung. Er war gemeinsam mit „El Lobo“ Nava Valencia für die Planung und den Schmuggel von Kokainlieferungen aus Süd- und Mittelamerika in dem Hafen von Manzanillo verantwortlich, von wo aus sie in die Vereinigten Staaten geschmuggelt wurden.
Am 6. Mai 2010 wurde auch El Tigre während einer Operation der mexikanischen Armee in Guadalajara festgenommen. Nachdem Ignacio Coronel im Juli 2010 bei einer Schießerei mit der mexikanischen Armee getötet wurde, kam es zu einem Machtvakuum und das Milenio-Kartell zerbrach in kleinere Fraktionen namens Kartell Jalisco Nueva Generación (CJNG) und La Resistencia, auch bekannt als Cárteles Unidos (vereinigte Kartelle). CJNG, La Resistencia und andere Überbleibsel des Milenio-Kartells gingen seither verschiedene Bündnisse ein und lieferten sich Schlachten mit anderen Kartellen.

## Film und Fernsehen
- 2017: Die Valencia-Brüder werden in der zweiten Staffel der Serie El Chapo als Plasencia-Brüder dargestellt.